# Навас-де-Сан-Хуан
Навас-де-Сан-Хуан (ісп. Navas de San Juan) — муніципалітет в Іспанії, у складі автономної спільноти Андалусія, у провінції Хаен. Населення — 5021 особа (2010).
Муніципалітет розташований на відстані близько 250 км на південь від Мадрида, 60 км на північний схід від Хаена.

## Демографія
Динаміка населення (INE ):